# Maizières (Meurthe-et-Moselle)
Maizières település Franciaországban, Meurthe-et-Moselle megyében. Lakosainak száma 917 fő (2022. január 1.). Maizières Bainville-sur-Madon, Marthemont, Pont-Saint-Vincent, Sexey-aux-Forges, Thélod, Viterne és Xeuilley községekkel határos.

## Népesség
A település népességének változása:
| Lakosok száma | 352  | 623  | 749  | 858  | 1001 | 1000 | 959  | 927  | 915  | 917  |
|               | 1968 | 1982 | 1990 | 2006 | 2013 | 2015 | 2017 | 2019 | 2020 | 2022 |